# 금발의 장모
《금발의 장모》(러시아어: Моя золотая тёща)는 러시아 작가 유리 나기빈의 소설로 작가 사후인 1994년에 발표되었다. 다섯 번 이혼하고 여섯 번 결혼했던 나기빈의 자전적인 이야기를 담고 있다. 러시아 문학 사상 가장 노골적이고 고백적인 작품 중 하나로 자신의 치명적 과거를 적나라하게 작품 속에 쏟아냈다. 장모를 사랑하는 사위라는 파격적 소재로 인해 출간 당시 러시아 사회와 문단에 일대 파란을 일으켰던 작품이다.

## 작품 소개
이 책은 나기빈의 세 번째 아내의 어머니와의 사랑을 소재로 한 자전적 소설로 1994년 발표되었을 때, 독자들의 관심과 비평가들의 격론을 불러일으켰다. 세 번째 부인과 장모는 ‘Gil(리하초프 기념 모스크바 자동차 공장)’의 사장이었던 리하초프의 딸 발렌티나 리하초바와 그의 아내였다. 리하초프는 스탈린의 총애를 받으며 제2차 세계대전 후 구소련 사회의 핵심부에 자리하고 있었던 인물이다. 나기빈은 자신의 사랑을 이야기하면서 전후 소련의 시대상과 스탈린 측근들의 생활상, 성적 자유로움과 문란함을 그대로 묘사한다.
일련의 과감한 작품들이 발표된 이후 나기빈은 러시아의 ‘헨리 밀러’로 불리기도 했고, 《롤리타》의 작가 나보코프와 비교되면서 ‘반(反)롤리타’로 이 책을 분석하려는 시도도 등장했다. 이런 격론에는 빅토르 토포로프와 알렉산드르 솔제니친도 참여했다. 솔제니친은 2003년 ＜신시대＞지에 기고한 논문에서 “나기빈이 평생 동안 쓴 작품들 중에서 《금발의 장모》가 가장 흥미 있는 작품”이라고 평하면서 이 작품에는 “구소련 시대에서 70년을 산 나기빈의 삶과 시대상이 잘 나타나 있다”라고 말했다. 그러나 무엇보다도 이 책은 결국 사랑의 노래다.

## 서지 정보
- 김은희 역, 2009년, 지식을만드는지식[깨진 링크(과거 내용 찾기)] ISBN 978-89-6406-210-4